# Cosmorhoe nitidaria
Cosmorhoe nitidaria là một loài bướm đêm trong họ Geometridae.